# Bishōjo

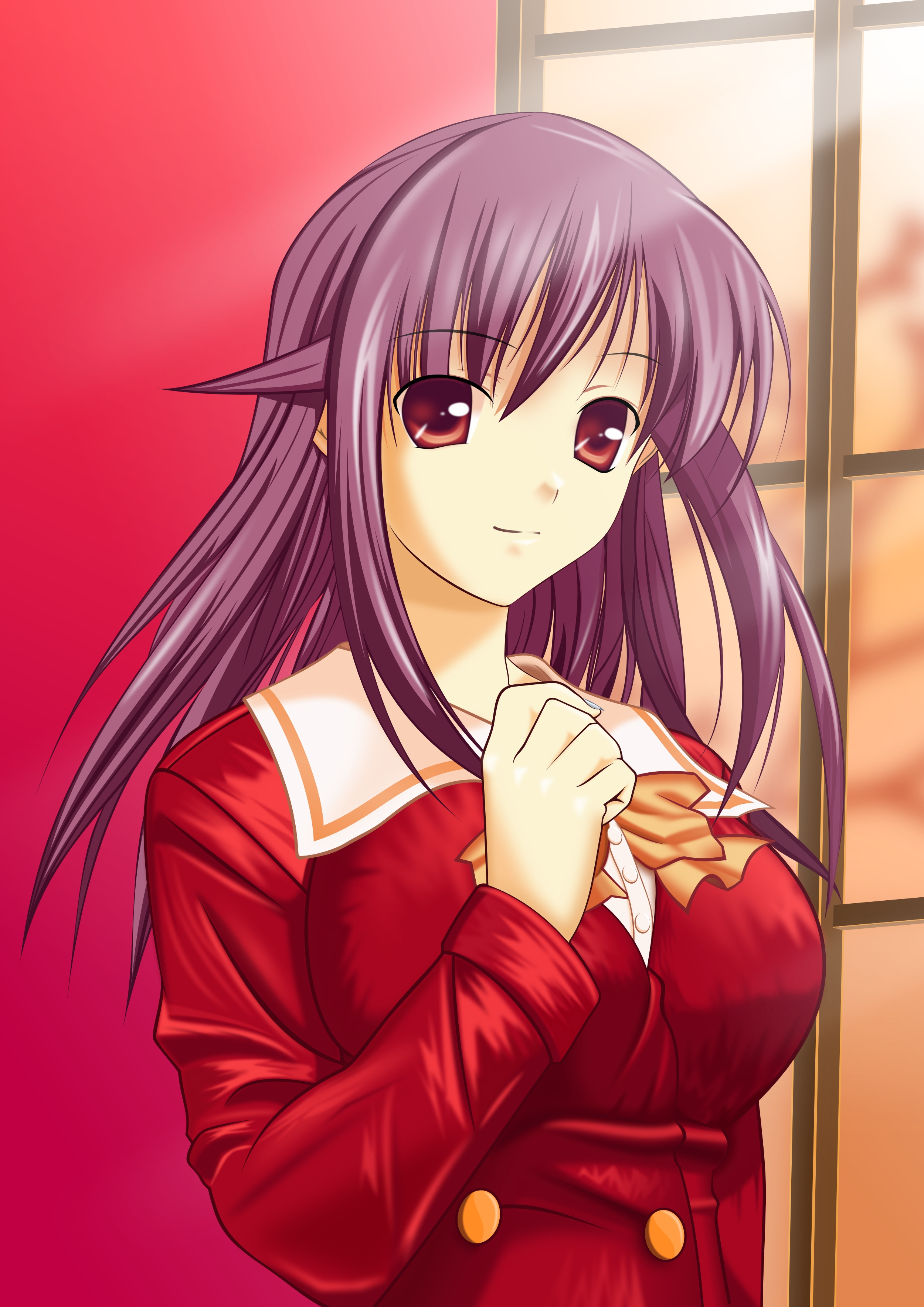
Ilustrație moe a unui personaj bishōjo original.

În cultura populară japoneză, bishōjo (美少女? lit. "fată frumoasă"), de asemenea romanizat ca bishojo sau bishoujo, este o fată drăguță. Personajele bishōjo apar peste tot în mass-media, inclusiv în manga, anime și jocuri pe calculator (mai ales în genul jocurilor bishōjo), și sunt prezente, de asemenea, în publicitate și ca mascote, cum ar fi pentru faimoasele cafenele cu servitoare. Atracția față de personajele bishōjo este un concept-cheie în cultura otaku.
Dezvoltarea esteticii bishōjo în manga de la începutul anilor 1980 a marcat o schimbare față de stilurile realiste anterioare și apariția esteticii „erotismului drăguț” (kawaii ero) și a conceptului moe.

## Istoric
Tipul de personaj bishōjo a apărut în perioada lolicon din anii 1980, în special în operele artistului manga Hideo Azuma. Personajele lui Azuma combinau corpurile rotunde ale personajelor lui Osamu Tezuka cu fețele rotunde și expresive din manga shōjo. În acea perioadă, stilul dominant în manga seinen și în manga pornografică era gekiga, un stil realist caracterizat prin unghiuri ascuțite, hașuri întunecate și linii dure. În contrast, lucrările lui Azuma prezentau umbre ușoare și linii curate, circulare. Astfel, Azuma a dezvoltat „erotismul drăguț” (kawaii ero), o formă de erotism bazată pe personaje stilizate în stil manga. Lolicon (derivat din „Lolita complex”) a fost unul dintre termenii care descriau această extindere a personajelor drăguțe în manga și anime, precum și atracția și afecțiunea corespunzătoare față de astfel de personaje. Sinonimele includ „complexul bidimensional” (nijigen konpurekkusu), „fetișismul bidimensional” (nijikon fechi), „sindromul bidimensional” (nijikon shōkōgun), „sindromul fetelor drăguțe” (*bishōjo shōkōgun*), și, pur și simplu, „boala” (byōki).
Mai mulți dintre personajele create de Hayao Miyazaki sunt considerați caracteristici pentru perioada bishōjo boom, în special Clarisse din filmul Lupin III - Castelul lui Cagliostro (1979), Lana din serialul TV Future Boy Conan (1978) și Nausicaä din manga și filmul Nausicaä (1984). Un alt creator strâns asociat cu această perioadă a fost Rumiko Takahashi, al cărei personaj Lum din manga Urusei Yatsura (1978–1987) a câștigat o popularitate imensă. Criticul cultural Hiroki Azuma identifică personajul Lum ca fiind un punct de cotitură important în modul în care fanii interacționează și răspund personajelor bishōjo:
Prima dată când am vizitat adunarea din Tokyo pentru producătorii de fanzine, Comic Market, în 1984 sau 1985, fanzinele dedicate personajelor din manga și anime precum Urusei Yatsura ... erau peste tot. Fanii răspundeau, fără îndoială, personajelor. De fapt, pentru mine, Urusei Yatsura este cu adevărat un strămoș al jocurilor bishōjo și al media moe—un personaj masculin complet inutil este înconjurat de toate aceste fete drăguțe, inclusiv Lum, o fată extraterestră care poartă un bikini și este îndrăgostită de acest personaj masculin.

## Caracteristici
Personajele bishōjo sunt caracterizate prin elemente de design (cum ar fi arhetipuri de personalitate, îmbrăcăminte și accesorii) care sunt recunoscute și apreciate de public.

## Media
Personajele bishōjo apar în aproape toate genurile de anime și manga, precum și în numeroase jocuri video, mai ales în simulatoarele de întâlniri și romane vizuale, uneori pentru a atrage mai mulți jucători sau pur și simplu pentru a face un joc să arate mai bine. Personajele bishōjo tind să atragă publicul masculin. Adesea, aceste personaje sunt cele mai populare dintre cele feminine, deoarece majoritatea oamenilor preferă anime-urile, manga, simulatoarele de întâlniri și romanele vizuale atunci când arta iese în evidență, arată bine și include femei frumoase.

### Jocuri bishōjo
Jocurile create cu intenția de a include personaje bishōjo sunt cunoscute sub denumirea de jocuri bishōjo. Deoarece romanele vizuale sunt considerate și ele jocuri, jocurile bishōjo includ și romane vizuale realizate cu scopul de a prezenta astfel de personaje. Deși aceste jocuri sunt create cu un public masculin în minte, ele pot fi atrăgătoare și pentru un public feminin, cum este cazul proiectului Touhou Project.

### Confuzie privind terminologia
Deși bishōjo nu este un gen, ci un design de personaj, seriile care prezintă în mod predominant astfel de personaje, cum ar fi anime-urile harem și romanele vizuale, sunt uneori numite în mod informal „serii bishōjo”. Personajele și lucrările desemnate de termenul bishōjo sunt, de obicei, destinate să atragă un public masculin. Deoarece unul dintre principalele puncte de atracție ale acestor serii este, în mod frecvent, arta și personajele feminine atractive, termenul este uneori perceput negativ, ca un „gen” care se bazează exclusiv pe atractivitatea vizuală a personajelor, mai degrabă decât pe conținutul sau povestea propriu-zisă.
Cuvântul bishōjo este uneori confundat cu demograficul similar shōjo („fată”), dar bishōjo se referă la genul și trăsăturile personajelor pe care le descrie, în timp ce shōjo se referă la genul și vârsta unui public țintă – publicațiile manga și, uneori, anime-urile descrise ca „shōjo” sunt destinate unui public tânăr feminin.
Bishōjo nu trebuie confundat cu Bishōnen⁠(d) – „băiat frumos.” De asemenea, nu trebuie confundat cu moe – care este o definiție pentru un gen de divertisment ce prezintă fete drăguțe/adorabile, mai degrabă decât fete „sexy.” Totuși, elementele de moe și bishōjo sunt adesea îmbinate, astfel încât cele două concepte sunt strâns legate și nu pot fi complet separate unul de celălalt.